# Козинцівська сільська рада
| Козинцівська сільська рада — колишній орган місцевого самоврядування у Бородянському районі Київської області з адміністративним центром у с. Козинці. Водоймища на території, підпорядкованій даній раді: р. Мислин. Сільській раді були підпорядковані населені пункти: - с. Козинці - с. Діброва |

## Склад ради
Рада складалася з 18 депутатів та голови.

### Керівний склад ради
| ПІБ                              | Основні відомості                                                         | Дата обрання | Дата звільнення |
| -------------------------------- | ------------------------------------------------------------------------- | ------------ | --------------- |
| Смокольчук Олександр Миколайович | Сільський голова, 1966 року народження, освіта, безпартійний              | 26.03.2006   | 31.10.2010      |
| Лютик Василь Олександрович       | Сільський голова, 1952 року народження, освіта вища, член Партії регіонів | 31.10.2010   |                 |

Примітка: таблиця складена за даними джерела